# Guido De Filip
Guido De Filip (Venezia, 21 settembre 1904 – Venezia, 27 settembre 1968) è stato un canottiere italiano, medaglia d'oro nel due con (era il timoniere) di canottaggio con in barca Ercole Olgeni e Giovanni Scatturin ai Giochi olimpici di Anversa 1920.

## Palmarès
| Anno | Manifestazione  | Sede    | Evento  | Risultato |
| ---- | --------------- | ------- | ------- | --------- |
| 1920 | Giochi olimpici | Anversa | Due con | Oro       |